# Subaru-Teleskop
Das Subaru-Teleskop ist ein vom National Astronomical Observatory of Japan auf dem Mauna-Kea-Observatorium (Hawaii) in 4139 m Höhe betriebenes Spiegelteleskop mit 8,2 m Hauptspiegeldurchmesser. Das Teleskop ist eingerichtet für Beobachtungen im sichtbaren Licht und im Infrarotbereich.

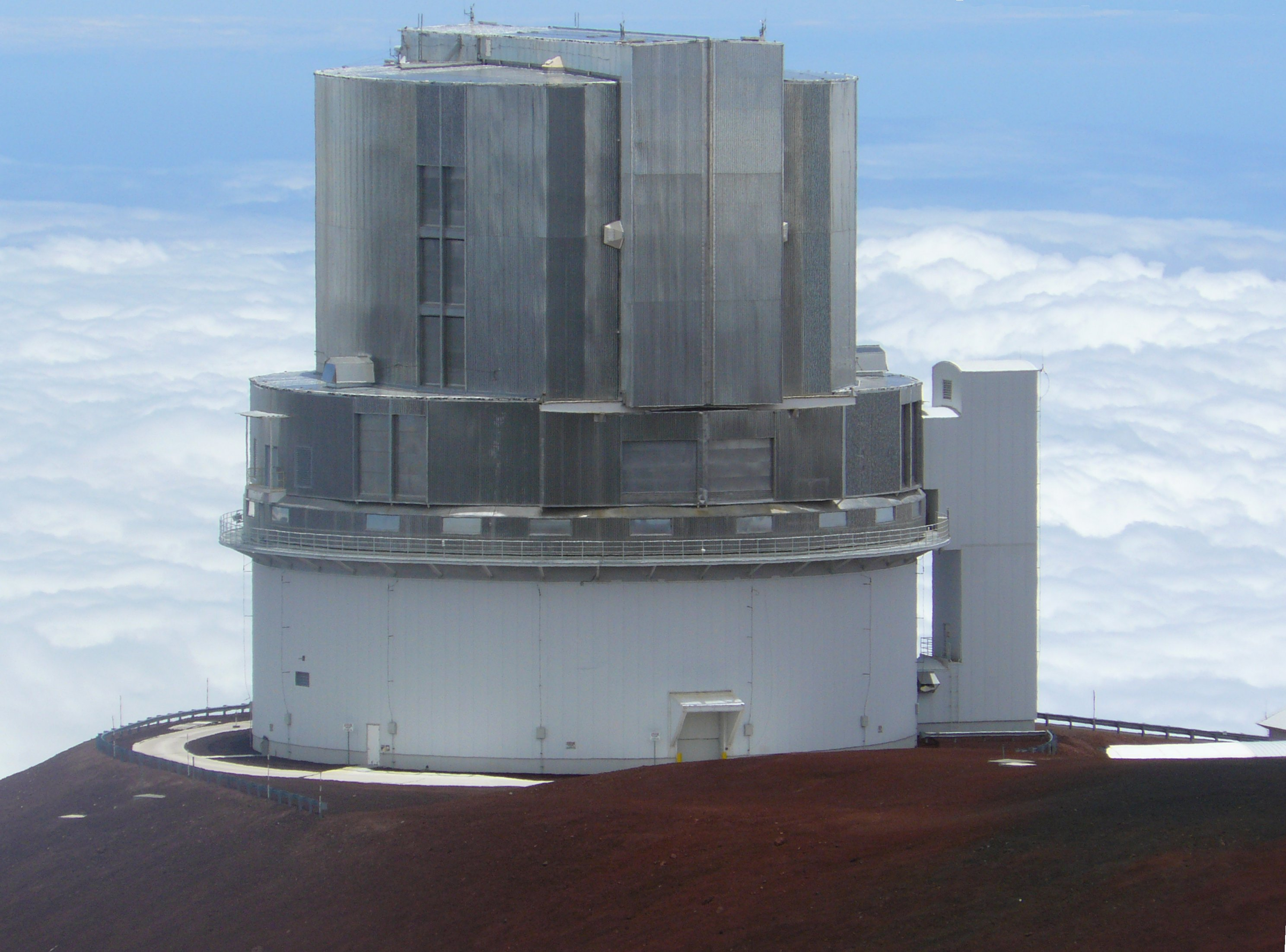
Gebäude des Subaru-Teleskops

Das Subaru-Teleskop befindet sich auf dem erloschenen Vulkan Mauna Kea, gleich neben den beiden Keck-Teleskopen und anderen Großteleskopen. Unterstützende technische Einrichtungen befinden sich in einer Basisstation in Hilo.
Das erste Licht des Subaru-Teleskops war am 28. Januar des Jahres 1999. Auftraggeber des Baues war die japanische Regierung, die Kosten liegen bei 40 Milliarden Yen. Subaru ist die japanische Bezeichnung für den Sternhaufen der Plejaden (Siebengestirn).

## Technik
Der 8,2 m große, aus ULE (ultra low expansion glass) der Firma Corning hergestellte  Hauptspiegel hat eine Dicke von 20 cm und wiegt 22,8 t. Er ist aus zusammengeschweißten sechseckigen Segmenten gefertigt. Der Hauptspiegel hat eine Brennweite von 15 m und eine durchschnittliche Oberflächenrauhigkeit von 14 nm.
Das Teleskop hat eine alt-azimutale Montierung, während das optische System nach Art eines Ritchey-Chrétien-Cassegrain-Teleskop gestaltet ist. Es ist 22,2 m hoch und wiegt 555 t. Beobachtungen können an vier Brennpunkten vorgenommen werden:
- Im Primärfokus (F2,0) befindet sich die Subaru Prime Focus Camera (Suprime-Cam), seit dem Jahr 2012 die Hyper Suprime-Cam, die eine Himmelsregion von 1,8 Quadratgrad auf einen 870 MPixel CCD-Bildsensor abbildet.[5]
- Der Cassegrain-Focus (F12,2) unterstützt eine Reihe verschiedener Instrumente, deren Auflösungsvermögen durch das adaptive Optik System (AO System) verbessert wird.
  - Faint Object Camera And Spectrograph (FOCAS)
  - Cooled Mid-Infrared Camera and Spectrograph (COMICS)
  - Infrared Camera and Spectrograph (IRCS)
  - Coronagraphic Imager with Adaptive Optics (CIAO)
- Nasmythfoki
  - Der optische Nasmythfokus (F12,6) ist für die Beherbergung schwerer Geräte ausgelegt. Dazu gehört vor allem der High Dispersion Spectrograph (HDS)
  - Der Infrarot-Nasmythfokus (F13,6) beherbergte zunächst den OH-Airglow Suppressor (OHS) mit dessen Aufnahmeeinheit CISCO.

Die maximale Schwenkgeschwindigkeit beträgt 0,5 °/s. Das Subaru-Teleskop erreicht eine Nachführungsgenauigkeit von 0,1" und eine Ausrichtungsgenauigkeit im Blindbetrieb von besser als 1,0". Die beste Winkelauflösung ohne adaptive Optik ist bei einer Wellenlänge von 2150 nm 0,2".
Das Gebäude um das Teleskop ist 43 m hoch, hat an der Basis einen Durchmesser von 40 m und hat eine Masse von etwa 2000 t. Die Außenhülle besteht aus Aluminiumplatten.

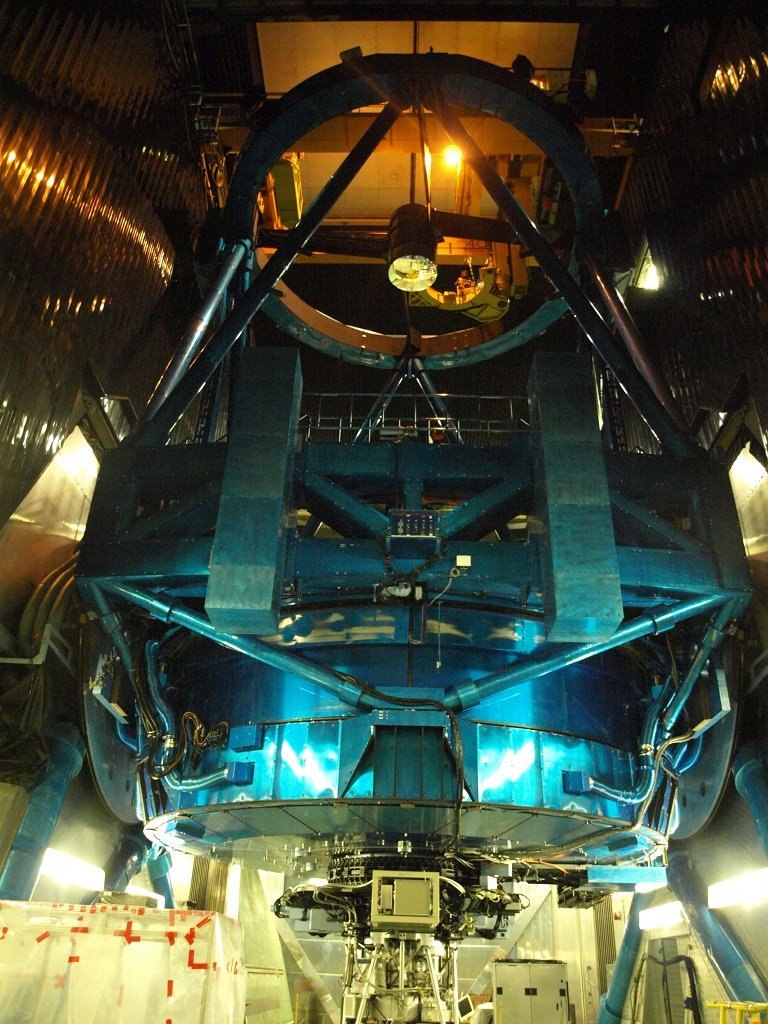
Von oben: Fangspiegel, Serruier-Tubus, Primärspiegel-Zelle mit dem MOIRCS im Cassegrain-Fokus
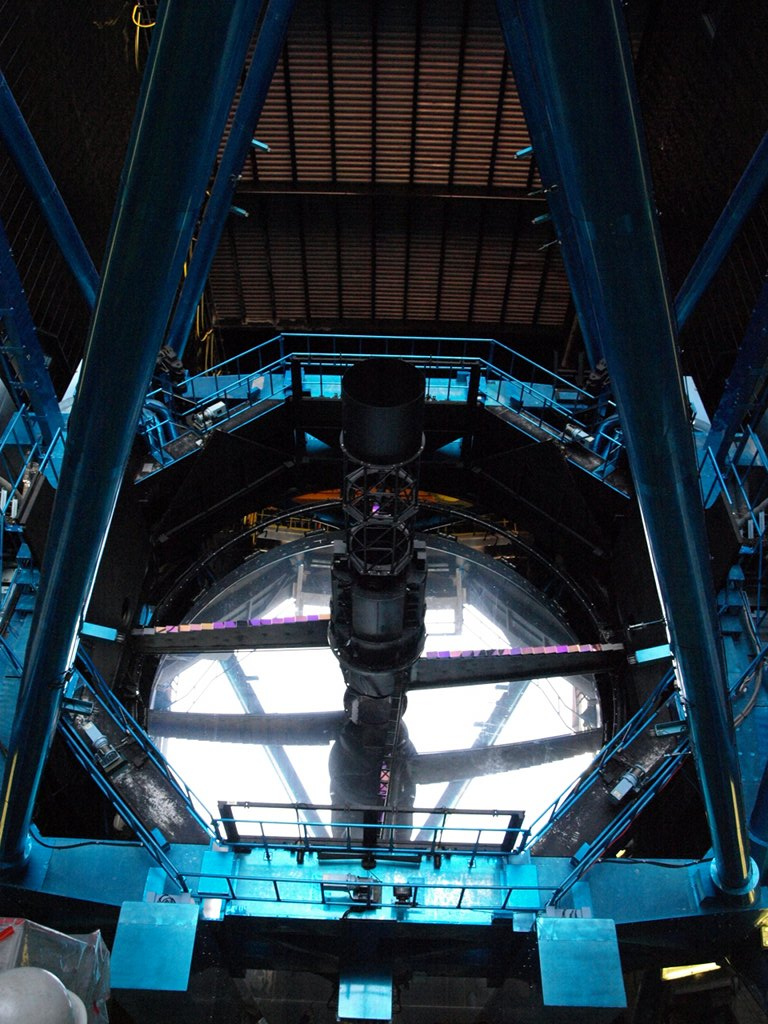
Blick auf den Primärspiegel
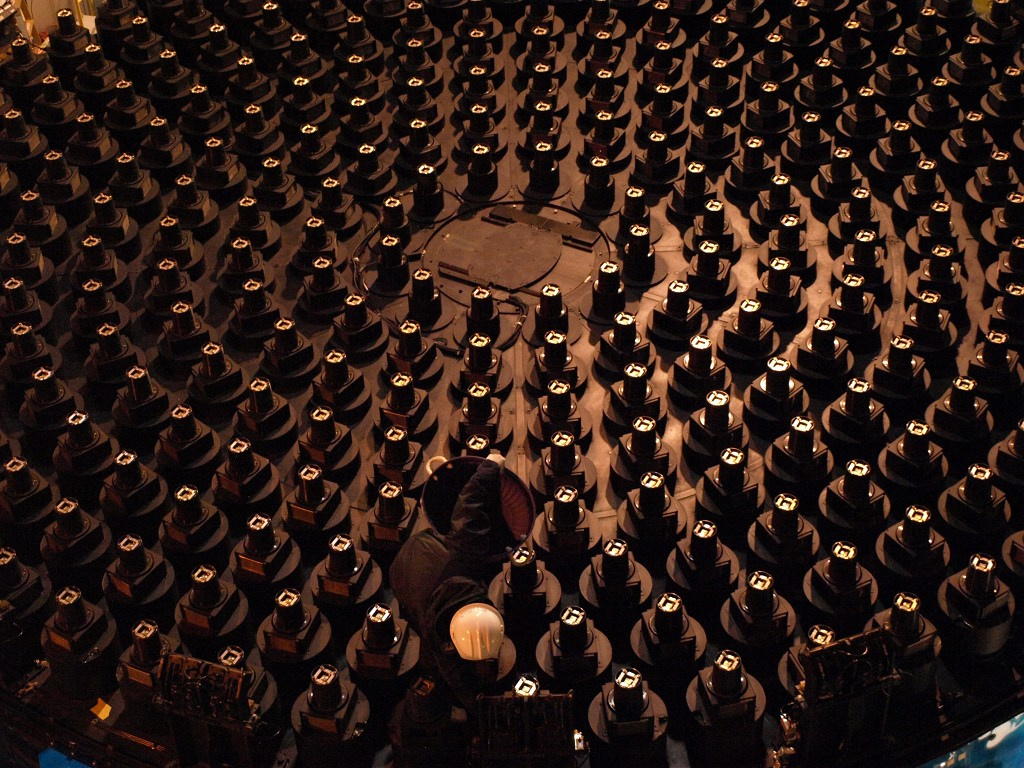
Aktuatoren des Primärspiegels (während dessen Beschichtung erneuert wird)

## Wissenschaftliche Ergebnisse

### Früheste Galaxien
Das Subaru Deep Field ist von der zeitlichen „Tiefe“ her dem Hubble Deep Field ähnlich, besitzt aber eine wesentlich größere Ausdehnung. Hier wurde unter anderem im Oktober 2007 eine Galaxie mit einer Rotverschiebung von 7 entdeckt. Dies entspricht einer Entfernung etwa 12,88 Milliarden Lichtjahren. Das beobachtete Licht verließ die Galaxie zu einem Zeitpunkt, als der Urknall erst 780 Millionen Jahre her war. Bereits 2006 hatte das Subaru-Teleskop eine Galaxie mit der damals höchsten, spektrographisch bestätigten Rotverschiebung entdeckt.

### Frühestes Filament
In Zusammenarbeit vom VIMOS-Instrument an ESOs Very Large Telescope und dem FOCAS-Instrument von Subaru wurde 2009 durch spektrographische Untersuchungen die bislang größte Ansammlung von Galaxien (Filament) im frühen Universum gefunden. Das Filament findet sich in der Nähe des Galaxienhaufens CL0016, ist etwa 6,7 Milliarden Lichtjahre entfernt und hat eine etwa 10.000-fache Masse unserer Milchstraße.

### Das sonnenfernste Objekt unseres Sonnensystems
Mit dem Subaru-Teleskop gelang die Entdeckung von 2018 VG18. Der potentielle Zwergplanet ist derzeit (Stand Dezember 2018) das am weitesten von seinem Zentralstern entfernte bekannte Objekt unseres Sonnensystems.